# 承天大道駅
承天大道駅（しょうてんだいどうえき）は、中華人民共和国江蘇省南京市秦淮区紅花街道承天大道と機場跑道の交差点にある、南京地下鉄10号線の駅である。

## 駅名
駅名については、事業着手当初は南京地下鉄集団は「河湾駅」の仮称を用いており、2021年11月30日に「承天大道駅」を駅名として第一次公示され、2021年12月22日に駅名が「承天大道駅」に決定したことが発表された。

## 隣の駅
南京地下鉄
■10号線
高橋門駅- 承天大道駅 - 大校場駅